# Huah!
Huah! est un groupe allemand de rock indépendant, originaire de Hambourg, actif dans les années 1990.

## Histoire
Le groupe est formé en 1983 ou 1985 fondé par Frank Möller, alias Knarf Rellöm.  Les deux albums publiés par L'Âge d'or du groupe Hambourg connaissent un succès commercial relatif. Selon le fondateur, Huah! n'a été connu que des années après la dissolution du groupe ; c'est pourquoi des rééditions des albums seraient prévues. Musicalement, le style de Huah! peut être comparé aux Goldenen Zitronen, notamment à leur album Das bißchen Totschlag  ou à d'autres groupes de la première génération de la Hamburger Schule. (comme par exemple Kolossale Jugend), mais encore plus avec Jonathan Richman ou The B-52's.
En 2005, leur label L'Âge d'or réédite leur premier album, car le groupe était entre-temps devenu culte. Plusieurs concerts de reformation ont alors eu lieu.

## Discographie
- 1988 : Warum ich und mein Mädchen so gern katholisch wären (vinyle)
- 1990 : Was machen Huah! jetzt? (LP, réédité en 2005 avec des titres bonus)[3]
- 1992 : Scheiß Kapitalismus (LP/CD, réédité en 2007 avec des titres bonus)